# Lodomeria

Herb Lodomerii

Herb Lodomerii (u dołu) jako składowa dużego herbu Węgier Kossutha z 1849

Lodomeria – zlatynizowana nazwa Księstwa Włodzimierskiego,  do którego od XIII wieku pretensje rościła sobie korona węgierska, a za jej pośrednictwem Habsburgowie. Ruskie księstwo halicko-włodzimierskie w pierwszych latach XIII wieku (1206, 1214) i latach 1370–1387 dostało się przejściowo pod wpływy węgierskie. Pokrywa się z obszarem zachodniej części historycznego Wołynia.
Władcy węgierscy tytułowali się łacińską nazwą podległych sobie terytoriów: rex Galiciae et Lodomeriae, Galiciae-Lodomeriaeque rex – król Halicza i Włodzimierza.
Od 1772 roku Lodomeria występowała w zestawie krajów koronnych monarchii Habsburgów zawsze łącznie z Galicją (pełna nazwa: Królestwo Galicji i Lodomerii oraz Wielkie Księstwo Krakowskie wraz z Księstwem Oświęcimskim i Zatorskim).
Lodomeria występowała we wszystkich oficjalnych cesarskich tytułach i dokumentach. Miała swój herb nadany 16 listopada 1772 roku (w polu błękitnym dwie srebrno-czerwone po trzykroć szachowane belki) i urzędową flagę niebiesko-biało-czerwoną. Stosowanie tej nazwy pozwalało w przyszłości zgłaszać pretensje do całej „Lodomerii”, czyli Wołynia. W czasie zaborów żartobliwie nazywana „Głodomerią” (z powodu słabo rozwiniętej gospodarki).